# Tha Blue Carpet Treatment
Tha Blue Carpet Treatment is het achtste studio-album van Amerikaanse rapper Snoop Dogg. Het werd uitgebracht door Geffen Records op 21 november 2006. Het album kwam binnen op nummer vijf op de Billboard charts.

## Tracklist
| Nr. | Titel                                                                               | Producer(s)                 | Duur |
| --- | ----------------------------------------------------------------------------------- | --------------------------- | ---- |
| 1.  | Intrology (met George Clinton)                                                      | Battlecat                   | 1:59 |
| 2.  | Think About It                                                                      | Frequency                   | 3:37 |
| 3.  | Crazy (met Nate Dogg)                                                               | Fredwreck                   | 4:26 |
| 4.  | Vato (met B-Real)                                                                   | The Neptunes                | 4:44 |
| 5.  | That's That Shit (met R. Kelly)                                                     | Nottz                       | 4:17 |
| 6.  | Candy (Drippin' Like Water) (met E-40, MC Eiht, Goldie Loc, Daz Dillinger & Kurupt) | Rick Rock                   | 4:48 |
| 7.  | Get A Light (met Damian Marley)                                                     | Timbaland, Danja            | 3:41 |
| 8.  | Gangbangin 101 (met The Game)                                                       | Terrace Martin              | 4:01 |
| 9.  | Boss' Life (met Nate Dogg)                                                          | Dr. Dre                     | 3:22 |
| 10. | LAX (met Ice Cube)                                                                  | Battlecat                   | 3:21 |
| 11. | 10 Lil' Crips                                                                       | The Neptunes                | 3:15 |
| 12. | Round Here                                                                          | Dr. Dre                     | 3:42 |
| 13. | A Bitch I Knew                                                                      | Rhythum D, Battlecat        | 4:32 |
| 14. | Like This (met Western Union, LaToiya Williams & Raul Midón)                        | Soopafly                    | 3:56 |
| 15. | Which One Of You (met Nine Inch Dix)                                                | 1500 or Nothin'             | 3:32 |
| 16. | I Wanna Fuck You (met Akon)                                                         | Akon                        | 2:59 |
| 17. | Psst! (met Jamie Foxx)                                                              | N8, Brainz, Jamie Foxx      | 2:59 |
| 18. | Beat Up On Yo Pads                                                                  | Mr. Porter, DJ DDT-Da Busta | 2:57 |
| 19. | Don't Stop (met War Zone & Kurupt)                                                  | Chris "THX" Goodman         | 3:22 |
| 20. | Imagine (met Dr. Dre & D'Angelo)                                                    | Dr. Dre, Mark Batson        | 4:42 |
| 21. | Conversations (met Stevie Wonder)                                                   | DJ Pooh, Stevie Wonder      | 3:38 |